# 풀뱀
풀뱀(영어: grass snake, 학명: Natrix natrix 나트릭스 나트릭스[*])은 뱀목 뱀과의 파충류이다. 종종 물 근처에서 발견되며 거의 양서류만 먹고산다.

## 특징
풀뱀의 몸색깔은 전형적으로 짙은 녹색 또는 갈색이며, 머리 뒤에 특이한 노란색 깃이 있다. 색깔은 회색에서 검은색까지 다양할 수 있다. 밑면은 불규칙한 검은색 줄무늬로 희끄부레하다. 영국에서 풀뱀은 가장 큰 파충류이며 암컷의 몸길이가 총 80cm에 이르고 수컷의 몸길이는 보통 약 60cm이다. 몸무게는 약 240g이다.

## 분포
풀뱀은 스칸디나비아 반도에서 이탈리아 남부에 이르기까지 유럽 본토에 널리 분포한다. 중동과 아프리카 북서부에서도 발견된다.

## 사진

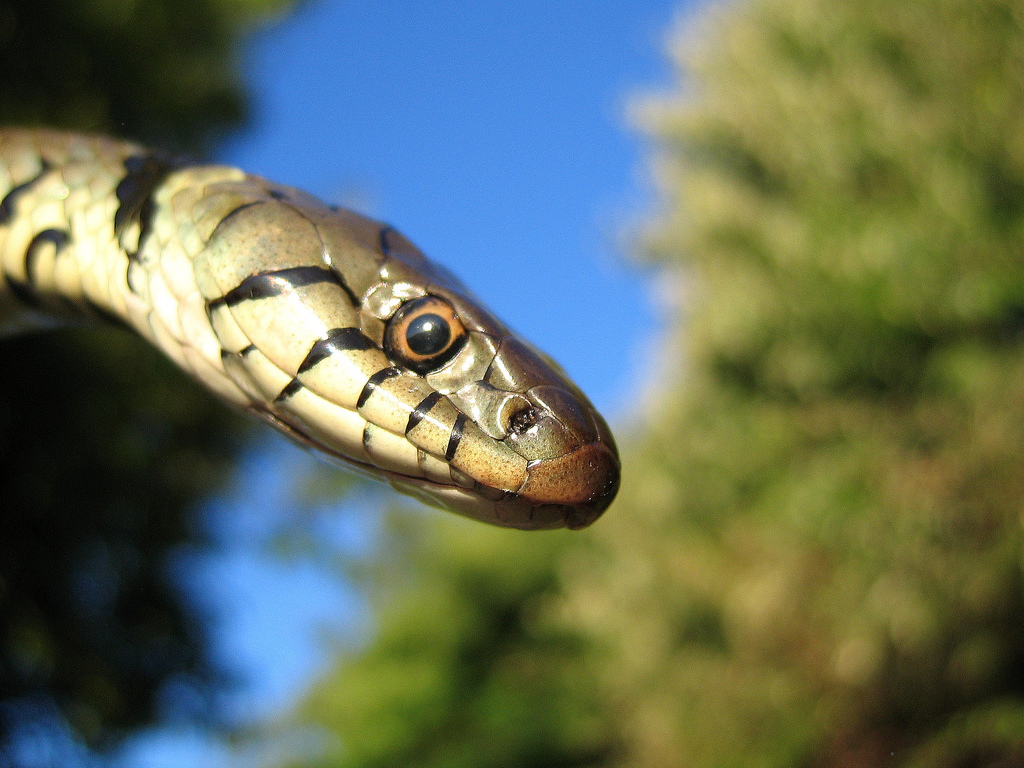
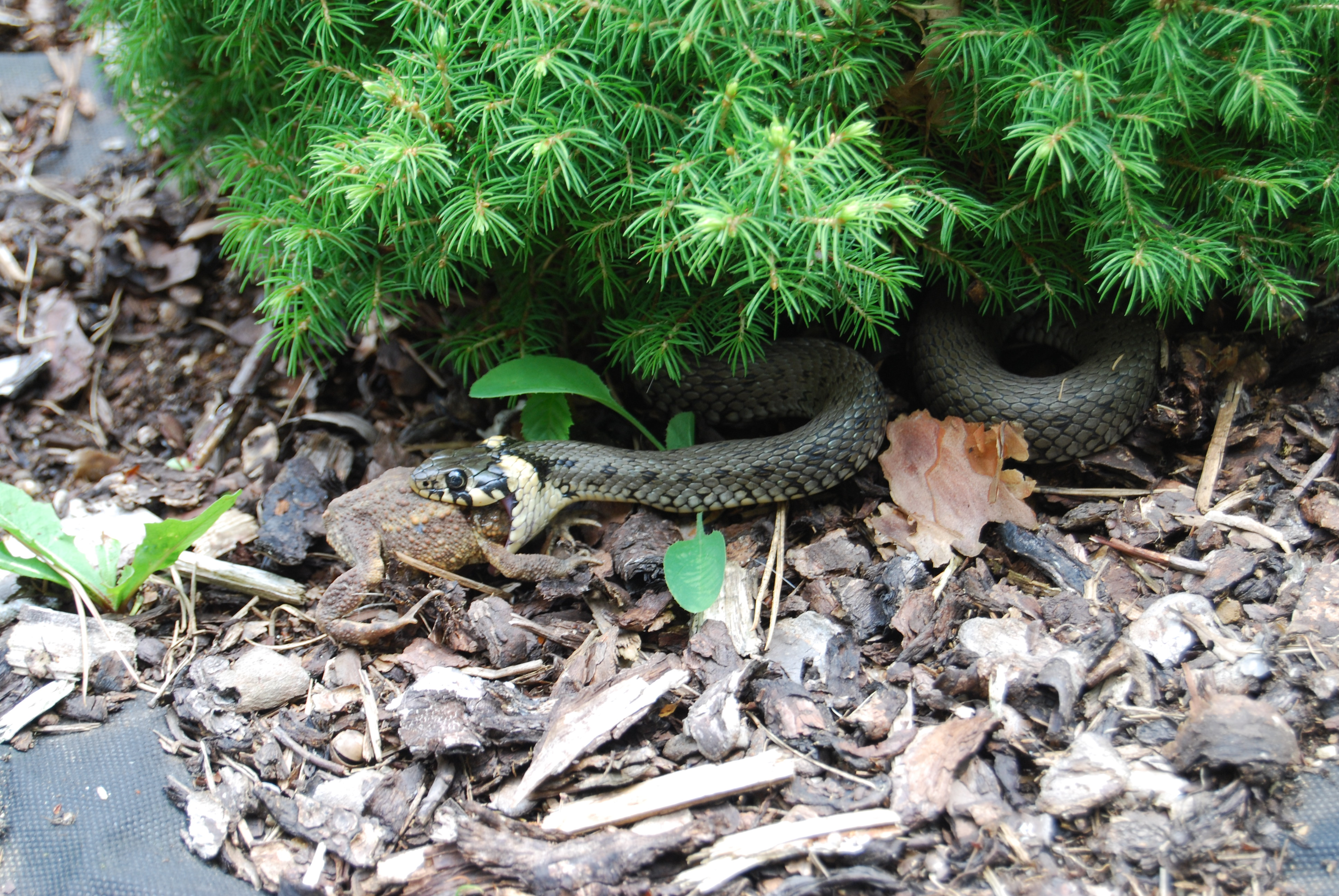
먹이를 삼키는 풀뱀
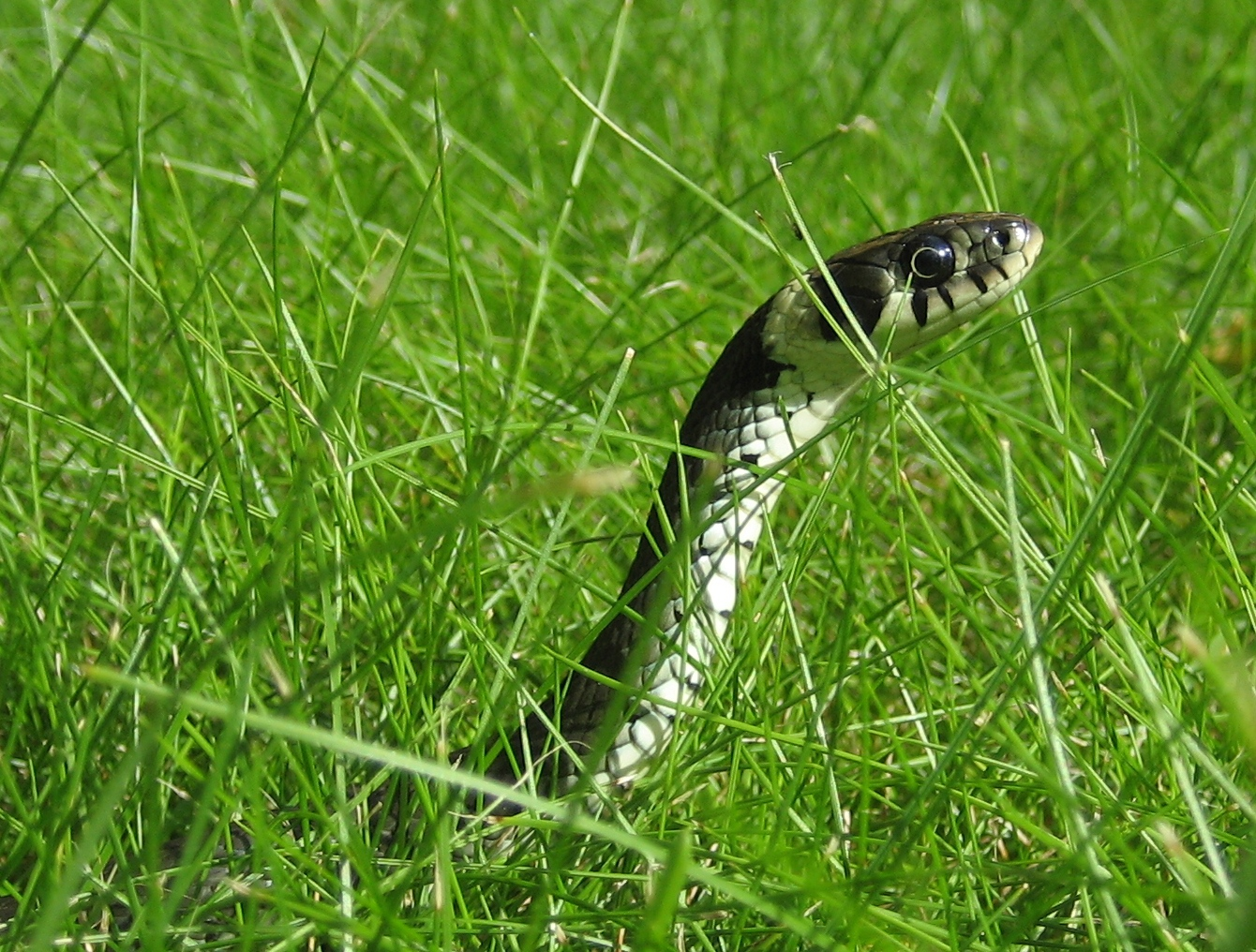
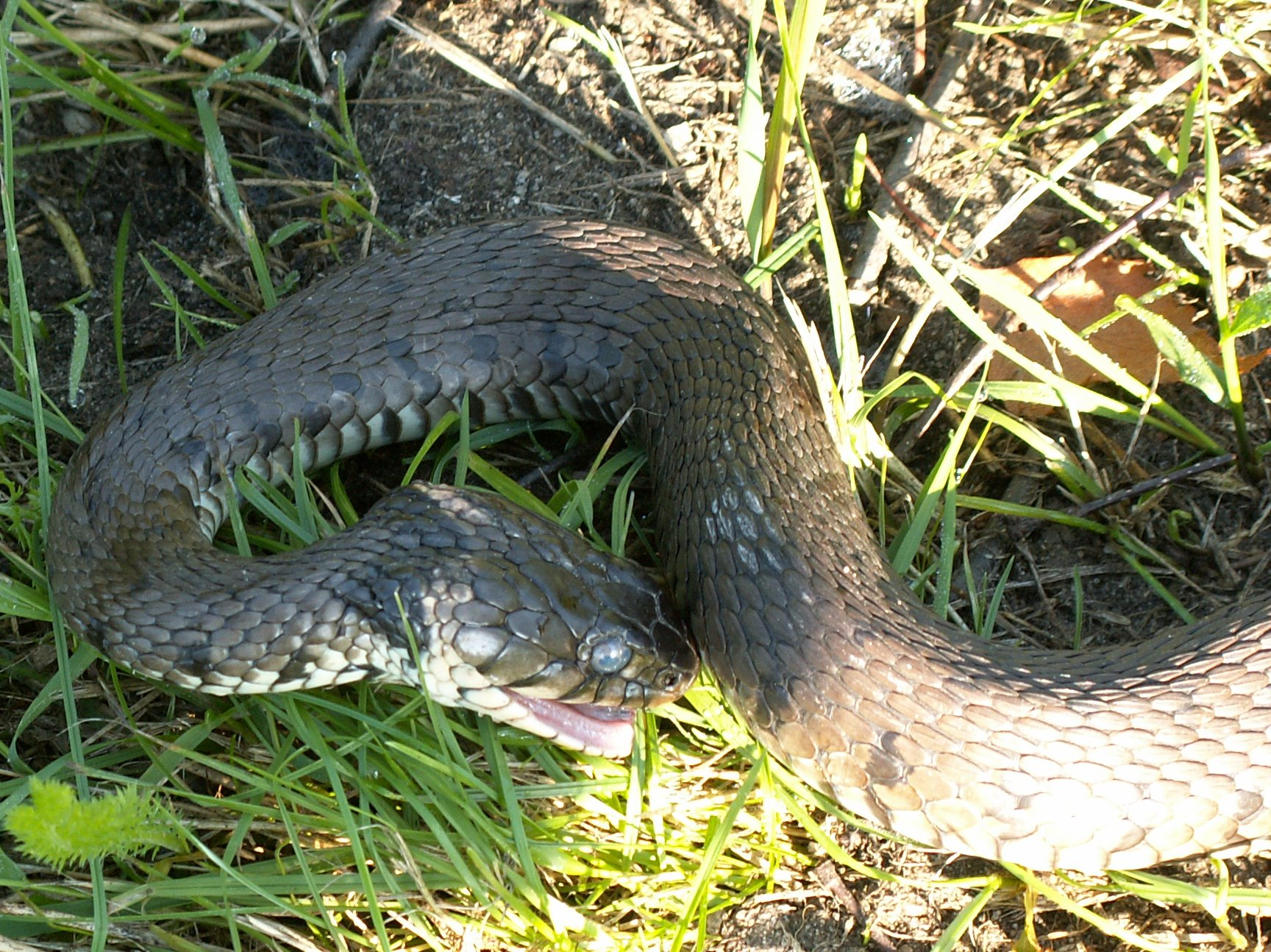
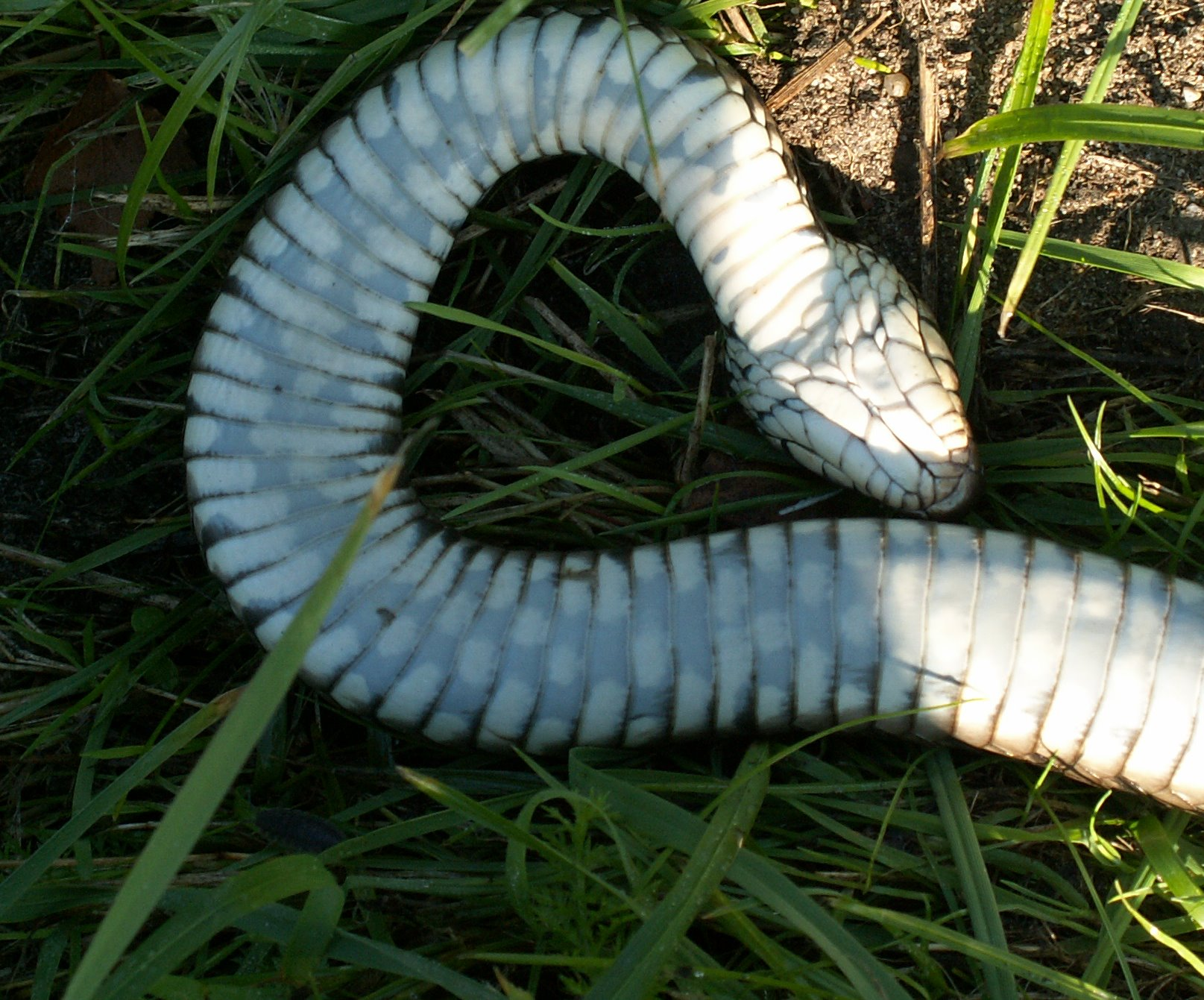
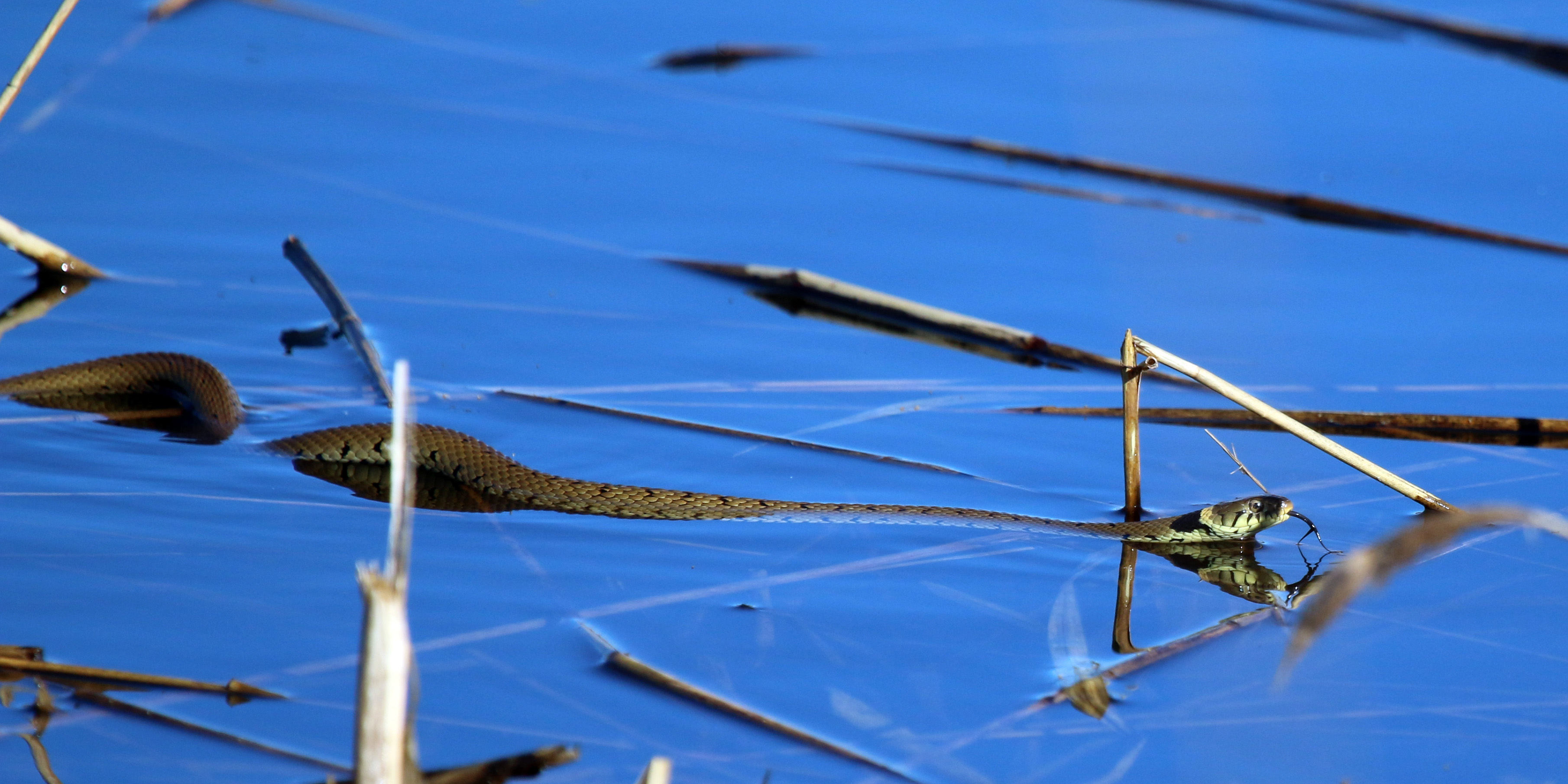
물속에서 헤엄치는 풀뱀
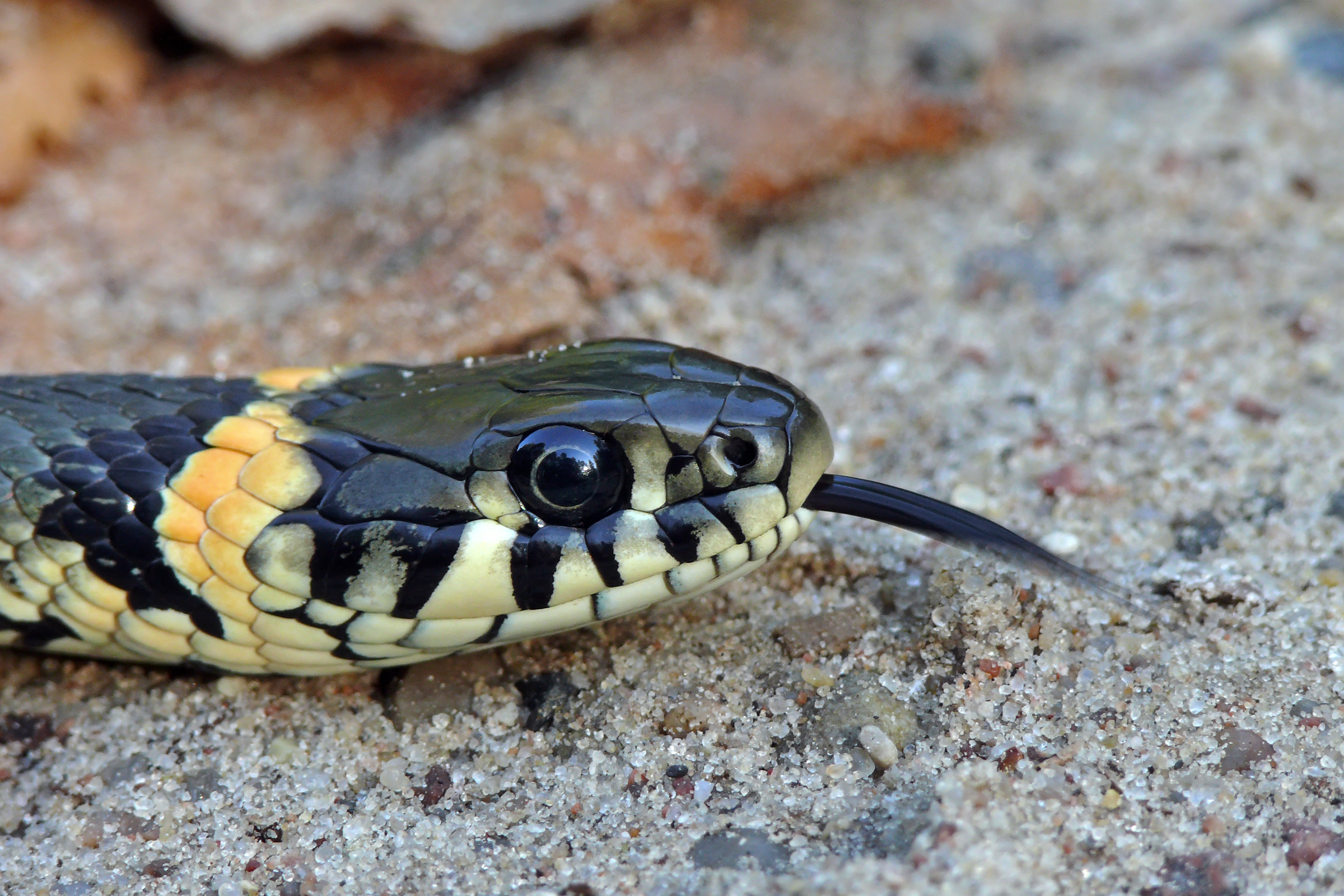